# Game Boy Micro
La Game Boy Micro és una nova versió de la consola portàtil, Game Boy Advance, de Nintendo, a la qual s'ha canviat el seu disseny, fent-lo així més pràctic i modern. Mesura 10 cm de llarg, 5 cm d'altura, 2 cm de gruix, amb un pes de 80 grams, conté una bateria d'ió-liti i una pantalla retroil·luminada amb ajustament d'intensitat, hi ha 4 dissenys, el plata, el rosa, el blau i el verd. Els jocs són compatibles amb els de la Game Boy Advance.

## Introducció
El Game Boy Micro va ser revelat per primera vegada el 17 de maig de 2005 per Reggie Fils-Aime en el E3 del 2005.
El sistema va ser llançat en Japó el 13 de setembre del 2005, en Amèrica el 2 d'octubre del 2005, en Austràlia el 3 de novembre del 2005, en Europa el 4 de novembre del 2005 i en Xina, sota el nom de iQue GameBoy Micro, l'1 d'octubre del 2005.
El sistema es ven a menys de 99$ als Estats Units, un preu un xic superior als 79$ que costa el Game Boy Advance SP. El sistema des del llançament es trobava disponible en color vermell i argentat, i en l'edició especial del 20è aniversari.
Al Japó es ven a 12,000¥, que són 2,800¥ més que el Game Boy Advance SP.

## Disseny i especificacions
El Game Boy Micro conserva moltes de les funcionalitats del Game Boy Advance SP, però amb nous elements. És el més xicotet de totes les Game Boy, i molt més lleuger, té dos terços de pes menys que l'iPod Mini. A més destaca la capacitat de reajustar la il·luminació de la pantalla a quatre tons: Platejat, Arrossat, Blau i Verd.
En el Game Boy Micro també destaca, que igual que alguns telèfons mòbils s'hi pot canviar la carcassa, hi ha moltes carcasses col·leccionables amb dissenys variats.
- Dimensions: 50 x 101 x 17.2 mil·límetres, això és la meitat d'una caeta de crèdit.
- Pes: 80 grams (2.8 unces)
- Processador: 32-bit processador 16.8-MHz (AMRM7TDMI)
- Pantalla: 51 mil·límetres, 2 polzades. Llum amb il·luminació ajustable.
- Bateria: La bateria d'ió-liti recarregable, tarda 2 hores a carregar-se al màxim. Dura 7 hores amb el volum i la llum al màxim i 13 hores amb el volum i la llum mitjans.

El Game Boy Micro té també un interruptor en el seu costat dret per a ajustar el volum. En la part superior esquerra es troba el botó L que pot ser usat per a ajustar el to d'il·luminació.
Nintendo ha dissenyat el seu adaptador de música-video per al Game Boy Micro, conegut com a Play-Yan Micro. Aquest adaptador pot reproduir (únicament en el Game Boy Micro i en el Nintendo DS Lite, és molt petit per a les altres consoles) arxius MP3 i arxius de vídeo amb cartes SD.
Programari
El Game Boy Micro és compatible amb tots els cartutxos de Game Boy Advance, incloent-hi els cartutxos de Game Boy Advance Vídeo. A diferència del Game Boy Advance i el Game Boy Advance SP, el Game Boy Micro no és compatible amb cartutxos del Game Boy Color o Game Boy Pocket. Els e-readers de Game Boy Advance també són incompatibles amb la Game Boy Micro, ja que aquest no posseeix el lector apropiat.
El Game Boy Micro es pot connectar amb altres Game Boy Micros per mitjà d'un cable específic per a Game Boy Micro (diferent del de Game Boy Advance, Game Boy Advance SP, i Game Boy Player). Hi ha un adaptador per a connectar una Game Boy Advance, Game Boy Advance SP, o Game Boy Player a aquest cable i connectar-la amb el Game Boy Micro. També és possible de connectar amb qualsevol altra Game Boy Advance, Game Boy Advance SP, Game Boy Player o Game Boy Micro per mitjà del Wireless Adapter (diferent del de Game Boy Advance, Game Boy Advance SP i Game Boy Player), només per a jocs compatibles amb l'adaptador Wireless. Oficialment no es pot connectar al Nintendo Game Cube, ja que no és compatible amb el cable connector GBA-GCN, i no n'hi ha cap de compatible amb el Game Boy Micro, no obstant això és possible de fabricar un adaptador casolà a partir del cable connector GBA-GCN i el cable de connexió entre Game Boy Micros.
La Game Boy Micro no té restriccions regionals, per la qual cosa un Game Boy comprat a Amèrica sí que funcionarà amb jocs del Japó i viceversa.

## Sortida i vendes
El Game Boy Micro va vendre més de 170.000 unitats en els seus primers dies de venda al Japó. Segons els informes financers, el Game Boy Micro va vendre més d'1.900.000 unitats en tot el món (sense comptar els 7 milions de consoles Game Boy Advance que es van vendre en tot el món), que són: 590.000 unitats al Japó, 530.000 unitats a Amèrica i 800.000 a Europa i Austràlia.